# Algoritmo de Chudnovsky
O algoritmo Chudnovsky, descoberto pelos matemáticos ucranianos David e Gregory Chudnovsky, é o mais utilizado para cálculos de alta precisão dos algarismos de π. Baseia-se em uma fórmula de Ramanujan e implementa uma série de convergência rápida após uma função hipergeométrica.
O algoritmo baseia-se no negado número de Heegner {\displaystyle d=-163}, a j-função {\displaystyle j{\big (}{\tfrac {1+{\sqrt {-163}}}{2}}{\big )}=-640320^{3}} e com a seguinte rápida série convergente hipergeométrica generalizada
{\displaystyle {\frac {1}{\pi }}=12\sum _{k=0}^{\infty }{\frac {(-1)^{k}(6k)!(545140134k+13591409)}{(3k)!(k!)^{3}(640320^{3})^{k+1/2}}}.\!}
Note-se que {\displaystyle 545140134=163} × {\displaystyle 3344418}  e,
{\displaystyle {\begin{aligned}e^{\pi {\sqrt {163}}}&=640320^{3}+743{,}9999999999992500725\ldots \\e^{{\frac {\pi }{3}}{\sqrt {163}}}&=640320{,}00000000060486373\ldots \end{aligned}}}
Essa identidade é semelhante a algumas das fórmulas de Ramanujan envolvendo π, e é um exemplo de uma série de Ramanujan-Sato.